# Náhuatl de Tlaxcala
El náhuatl de Tlaxcala (autoglotónimo: nawatlahtolli) es una variante del idioma náhuatl hablada en el estado de Tlaxcala, principalmente en los municipios de Chiautempan, Contla de Juan Cuamatzi, Mazatecochco de José María Morelos, Tetlahnocan, San Pablo del Monte, Santa Cruz Tlaxcala, Tenancingo y Teolocholco.
El pueblo tlaxcalteca como tal reconoce su identidad desde tiempos previrreinales. Eran teochichimecas que vivían en lo que hoy es Tlaxcala y parte de Puebla. Durante la época virreinal, el náhuatl de los conquistadores y colonizadores tlaxcaltecas dio lugar a nuevas variedades lingüísticas como el náhuatl neotlaxcalteca.
Esta variante era muy similar al náhuatl clásico al resto de las variantes del centro del actual país de México con pequeñas diferencias en el habla. En la actualidad, ha cedido a la influencia del español a la vez que durante cinco siglos ha interactuado con las variantes del sur de Puebla y la costa veracruzana, lo que ha modificado parte de su léxico y entonación. Asimismo, su uso disminuyó considerablemente durante el siglo XX debido a la actitud de los gobiernos posteriores a la Revolución mexicana.
En la localidad de San Isidro Buen Suceso se ha mantenido estable el bilingüismo entre el idioma mexicano y el español por mucho tiempo. Se considera que hablan náhuatl tlaxcalteca aunque su variante pertenece al chololteca. Es considerada una localidad altamente bilingüe, ya que no ha desplazado al náhuatl aun siendo competente también en español.

## Clasificación lingüística
Algunos investigadores y el propio gobierno estatal designan al náhuatl de Tlaxcala como una variante propia. Sin embargo, es clasificada por Ethnologue y Glottolog con los nombres "náhuatl del centro" y "náhuatl de Tlaxcala-Puebla", con código ISO 639-3 nhn, el cual también suele ser utilizado para integrar el náhuatl de Texcoco, Milpa Alta, Coyotepec, Xalatlaco, Cholula y Huejotzingo. Es denominado por el INALI "mexicano del oriente central".
El náhuatl tlaxcalteca es comparado con el náhuatl central en las mismas circunstancias al español andaluz respecto al español castellano, ambas variantes que no se han desmembrado al 100% de la lengua nuclear pero que tampoco son idénticas a la lengua antecesora.
Esta variante tiene algunas diferencias con respecto al náhuatl hablado en Texcoco, Cholula y Zacatlán, como la pérdida del absolutivo -li o el reemplazo de -tli por -tl, por ejemplo, tlaxkalli por tlaxkal, o tochtli por tochtl, donde la vocal final tiene un sonido más suave o suprimido dejando el sonido de las consonantes imperando por el de las vocales.

## Descripción lingüística

### Fonología
En Tlaxcala se emplean las siguientes consonantes, según el Alfabeto fonético internacional:
|                     | Bilabial | Alveolar | Post alveolar | Palatal | Velar | Labiovelar | Glotal |
| ------------------- | -------- | -------- | ------------- | ------- | ----- | ---------- | ------ |
| Nasal               | m        | n        |               |         |       |            |        |
| Oclusiva            | p        | t        |               |         | k     | kʷ         | ʔ      |
| Fricativa           |          | s        | ʃ             |         |       |            |        |
| Africada            |          | t͡s       | t͡ʃ            |         |       |            |        |
| Africada lateral    |          | t͡ɬ       |               |         |       |            |        |
| Aproximante lateral |          | l        |               |         |       |            |        |
| Semiconsonante      |          |          |               | j       |       | w          |        |

### Gramática
La gramática del náhuatl tlaxcalteca es similar a la del resto de variantes del área central. Sin embargo, existen muy pocos estudios sobre esta variante, existiendo únicamente una gramática pedagógica escrita por Hasler en 1995.

#### Verbos
De la misma forma que en el resto de las variantes, los verbos transitivos requieren de objeto. En general, los verbos poseen varios tipos de morfemas propios, como es el caso de los direccionales. Entre estos, el prefijo wal- (movimiento hacia un centro), el sufijo -ti (de un centro a un lugar que aún no ha sucedido) y el sufijo -ko (hacia un centro en el pasado).
Otro rasgo flexivo propio de los verbos es el honorífico. La variante tlaxcalteca tiene cuatro niveles de habla: N1 carece de honoríficos, N2 añade el prefijo on- como reverencial, N3 añade los prefijos on- y mo- y el sufijo -lia (o -ltia) y N4 añade a verbos transitivos los prefijos on- y mo- y los sufijos -lia y -tsinoa, mientras que a verbos intransitivos solo añade el prefijo mo- y los sufijos -ltia y -tsinoa.

#### Sustantivos
El náhuatl tlaxcalteca sigue las reglas generales de la pérdida del sufijo absolutivo cuando el sustantivo posee más de tres sílabas,  el cual tiene dos alomorfos: -tl e -in. El absolutivo -(t)li solo aparece en sustantivos con raíces monosilábicas, como es el caso de kalli "casa" o poktli "humo", a diferencia de aquellos con más de una sílaba como, por ejemplo: tonalli > tonal "día"; tlaolli > tlaol "frijol"; tekolli > tekol "carbón". Los sustantivos poseídos también pierden el absolutivo, pero los de raíz monosílaba lo reemplazan por el sufijo -wi. Ejemplos: pahtli "medicina" > nopahwi "mi medicina"; ohtli "camino" > moohwi "tu camino".
El plural de los sustantivos generalmente se forma con el absolutivo plural -meh. Sin embargo, los préstamos del español pluralizan con -tin, así como otras palabras nativas. Hay dos tipos de sustantivos poseídos inalienables: los comunes y los colectivos o de masa. Mientras que los comunes no añaden ningún sufijo, los de masa usan el sufijo -(y)o y no se pluralizan. Ejemplos: yestli "sangre" > iyeso "su sangre"; atl "agua" > iayo "su jugo"; omitl "hueso" > i(o)mio "sus huesos"; xochitl "flor" > ixochiyo "sus flores del árbol"; ketsalli "pluma hermosa" > iketsalo "su plumaje del ave".
El reverencial -tsin se coloca antes del absolutivo, al que se le agrega una "i". Ejemplos: soatl "mujer" > soatsintli "mujer respetada"; atl "agua" > atsintli "agua venerable". Para el apreciativo diminutivo, se toma el sufijo -tsin reemplazando al absolutivo y se reduplica la primera sílaba en singular, mientras que en plural se reduplica el sufijo reverencial. Ejemplo: kalli "casa" > kakaltsin "casita" > kaltsitsin "casitas".

## Frases de ejemplo
Tons ako otiayah in eskwelah.
Entonces ya no íbamos a la escuela.
Onpa oniyek keski xiwitl.
Allá estuve unos cuantos años.
Xiktlapowi in obispoh den ken titlahtoa.
Háblale al obispo como tú hablas.
Neh niwki onitlachato astah Mexihko.
Yo también fui a mirar hasta México.